# Europeiska inomhusmästerskapen i friidrott 2023 – Damernas 1 500 meter
Damernas 1 500 meter vid europeiska inomhusmästerskapen i friidrott 2023 avgjordes mellan den 3 och 4 mars 2023 på Ataköy Athletics Arena i Istanbul i Turkiet.

## Medaljörer
| Guld                      | Silver                   | Brons               |
| Laura Muir Storbritannien | Claudia Bobocea Rumänien | Sofia Ennaoui Polen |

## Rekord
| Innan tävlingens start fanns följande rekord | Innan tävlingens start fanns följande rekord | Innan tävlingens start fanns följande rekord | Innan tävlingens start fanns följande rekord | Innan tävlingens start fanns följande rekord |
| -------------------------------------------- | -------------------------------------------- | -------------------------------------------- | -------------------------------------------- | -------------------------------------------- |
| Världsrekord                                 | Gudaf Tsegay (ETH)                           | 3.53,09                                      | Liévin, Frankrike                            | 9 februari 2021                              |
| Europeiskt rekord                            | Abeba Aregawi (SWE)                          | 3.57,91                                      | Stockholm, Sverige                           | 6 Liévin2014                                 |
| Mästerskapsrekord                            | Laura Muir (GBR)                             | 4.02,39                                      | Belgrad, Serbien                             | 4 mars 2017                                  |
| Världsårsbästa                               | Gudaf Tsegay (ETH)                           | 3.57,47                                      | Liévin, Frankrike                            | 15 februari 2023                             |
| Europaårsbästa                               | Laura Muir (GBR)                             | 4.03,03                                      | New York, USA                                | 11 februari 2023                             |

## Program
Alla tider är lokal tid (UTC+03:00).
| Datum       | Tid   | Omgång      |
| ----------- | ----- | ----------- |
| 3 mars 2023 | 11:30 | Försöksheat |
| 4 mars 2023 | 20:00 | Final       |

## Resultat

### Försöksheat
De tre första i varje heat 0Q0 samt de tre snabbaste tiderna 0q0 kvalificerade sig för finalen.
| Placering | Heat | Namn                    | Nationalitet   | Tid     | Noteringar |
| --------- | ---- | ----------------------- | -------------- | ------- | ---------- |
| 1         | 1    | Claudia Bobocea         | Rumänien       | 4.07,63 | 0Q0, 0SB0  |
| 2         | 1    | Sofia Ennaoui           | Polen          | 4.07,91 | 0Q0, 0SB0  |
| 3         | 1    | Katie Snowden           | Storbritannien | 4.08,27 | 0Q0        |
| 4         | 1    | Sintayehu Vissa         | Italien        | 4.08,54 | 0q0        |
| 5         | 1    | Vera Hoffmann           | Luxemburg      | 4.08,73 | 0q0, 0NR0  |
| 6         | 1    | Hanna Hermansson        | Sverige        | 4.09,32 | 0q0, 0PB0  |
| 7         | 3    | Esther Guerrero         | Spanien        | 4.10,48 | 0Q0        |
| 8         | 3    | Ellie Baker             | Storbritannien | 4.10,65 | 0Q0        |
| 9         | 3    | Kristiina Mäki          | Slovakien      | 4.10,86 | 0Q0, 0SB0  |
| 10        | 3    | Nathalie Blomqvist      | Finland        | 4.10,91 |            |
| 11        | 3    | Marissa Damink          | Nederländerna  | 4.11,38 |            |
| 12        | 3    | Şilan Ayyıldız          | Turkiet        | 4.11,55 | 0PB0       |
| 13        | 3    | Salomé Afonso           | Portugal       | 4.16,59 |            |
| 14        | 1    | Bérénice Cleyet-Merle   | Frankrike      | 4.18,58 |            |
| 15        | 2    | Laura Muir              | Storbritannien | 4.23,20 | 0Q0        |
| 16        | 2    | Marta Pen               | Portugal       | 4.23,30 | 0Q0        |
| 17        | 2    | Águeda Marqués          | Spanien        | 4.23,39 | 0Q0        |
| 18        | 2    | Weronika Lizakowska     | Polen          | 4.23,57 |            |
| 19        | 2    | Federica Del Buono      | Italien        | 4.23,59 |            |
| 20        | 2    | Joceline Wind           | Schweiz        | 4.25,15 |            |
| 21        | 2    | Lenuta Petronela Simiuc | Rumänien       | 4.29,07 |            |

### Final
Finalen startade klockan 20:00.
| Placering | Namn              | Nationalitet   | Tid     | Noteringar |
| --------- | ----------------- | -------------- | ------- | ---------- |
| 1         | Laura Muir        | Storbritannien | 4.03,40 |            |
| 2         | Claudia Bobocea   | Rumänien       | 4.03,76 | 0PB0       |
| 3         | Sofia Ennaoui     | Polen          | 4.04,06 | 0PB0       |
| 4         | Esther Guerrero   | Spanien        | 4.04,86 | 0PB0       |
| 5         | Katie Snowden     | Storbritannien | 4.07,68 |            |
| 6         | Marta Pen Freitas | Portugal       | 4.07,95 | 0SB0       |
| 7         | Águeda Marqués    | Spanien        | 4.08,72 | 0PB0       |
| 8         | Vera Hoffmann     | Luxemburg      | 4.10,03 |            |
| 9         | Sintayehu Vissa   | Italien        | 4.10,05 |            |
| 10        | Hanna Hermansson  | Sverige        | 4.10,48 |            |
| 11        | Ellie Baker       | Storbritannien | 4.10,96 |            |
|           | Kristiina Mäki    | Slovakien      | 0DNF0   | 0DNF0      |